# 天皇機関説

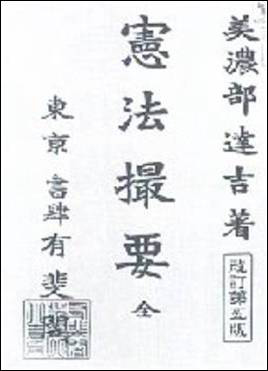
天皇機関説事件で発禁となった『憲法撮要』

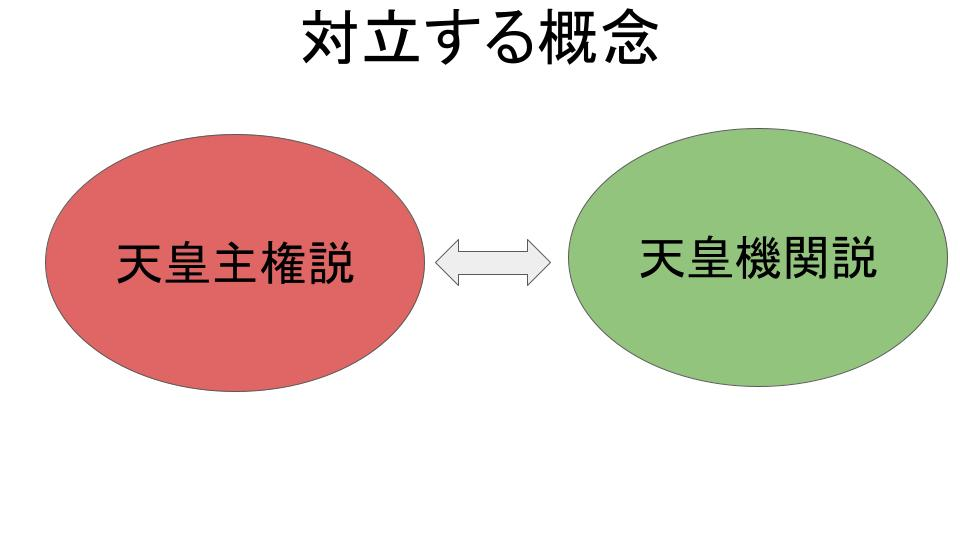
対立する概念：天皇主権説と天皇機関説

天皇機関説（てんのうきかんせつ）とは、大日本帝国憲法下で確立された憲法学説で、統治権は法人たる国家にあり、天皇は日本国政府の最高機関の一部として、内閣をはじめとする他の機関からの輔弼を得ながら統治権を行使すると説いたものである。ドイツの公法学者ゲオルク・イェリネックに代表される国家法人説に基づき、憲法学者・美濃部達吉らが主張した学説で、天皇主権説（穂積八束・上杉慎吉らが主張）などと対立する。

## 概要
天皇機関説は、1900年代から1935年頃までの30年余りにわたって、憲法学の通説とされ、政治運営の基礎的理論とされた学説である。憲法学者の宮沢俊義によれば、天皇機関説は、次のようにまとめられる。
1889年（明治22年）に公布された大日本帝国憲法では、天皇の位置付けに関して、次のように定められた。
- 第1条：大日本帝國ハ萬世一系ノ天皇之ヲ統治ス（天皇主権）
- 第4条：天皇ハ國ノ元首ニシテ統治權ヲ總攬シ此ノ憲法ノ條規ニ依リテ之ヲ行フ（統治大権）

後述するように、天皇機関説においても、国家意思の最高決定権の意味での主権は天皇にあると考えられており、天皇主権や統治権の総攬者であることは否定されていない。
しかしながら、こういった立憲君主との考え方は大衆には浸透していなかったようで（美濃部の弁明を新聞で読んだ大衆の反応と、貴族院での反応には温度差があった）、一連の騒動以後は天皇主権説が台頭し、それらの論者は往々にしてこの立憲君主の考えを「西洋由来の学説の無批判の受け入れである（『國體の本義』より要約）」と断じた。

### 主権概念との関係
「主権」という語は多義的に解釈できるため注意が必要である。
「統治権としての主権を有するのは何か」という問いに対して、国家と答えるのが国家主権説である。一方で、「国家意思の最高決定権としての主権を有するのは何か」という問いに対して、「君主である」と答えるのが君主主権説、「国民である」と答えるのが国民主権説である。
したがって、国家主権説は君主主権説とも国民主権説とも両立できる。
美濃部達吉の天皇機関説は、統治権の意味では国家主権、国家意思最高決定権の意味では君主主権（天皇主権）を唱えるものである。美濃部は主権概念について統治権の所有者という意味と国家の最高機関の地位としての意味を混同しないようにしなければならないと説いていた（美濃部達吉『憲法講話』）。金森徳次郎によれば美濃部は、天皇の発した勅語であっても主権者たる国民はこれを批判しうるとしていた。

### 天皇主権説との対立点
主権の所在
- 天皇機関説 - 統治権は法人としての国家に属し、天皇はそのような国家の最高機関即ち主権者として、国家の最高意思決定権を行使する。
- 天皇主権説 - 天皇はすなわち国家であり、統治権はそのような天皇に属する。これに対して美濃部達吉は統治権が天皇個人に属するとするならば、国税は天皇個人の収入ということになり、条約は国際的なものではなく天皇の個人的契約になるはずだとした[4]。

国務大臣の輔弼
- 天皇機関説 - 天皇大権の行使には国務大臣の輔弼が不可欠である（美濃部達吉『憲法撮要』）。
- 天皇主権説 - 天皇大権の行使には国務大臣の輔弼を要件とするものではない（上杉慎吉『帝国憲法述義』）。

国務大臣の責任
- 天皇機関説 - 慣習上、国務大臣は議会の信任を失えば自らその職を辞しなければならない（美濃部達吉『憲法撮要』）。
- 天皇主権説 - 国務大臣は天皇に対してのみ責任を負うのであり（大権政治）、天皇は議会のかかわりなく自由に国務大臣を任免できる（穂積八束『憲法提要』）。議会の意思が介入することがあれば天皇の任命大権を危うくする（上杉慎吉『帝国憲法述義』）。

## 天皇機関説を主張した主な法学者等
- 一木喜徳郎 - 男爵、枢密院議長
- 美濃部達吉 - 貴族院勅選議員、枢密顧問官
- 浅井清 - 貴族院勅選議員、慶應義塾大学教授
- 金森徳次郎 - 東京帝国大学教授、法制局長官、内閣審議会幹事、初代国立国会図書館長
- 佐々木惣一 - 京都帝国大学教授、立命館大学総長
- 野村淳治 - 東京帝国大学教授
- 市村光恵 - 京都帝国大学教授
- 渡辺錠太郎 - 陸軍大将
- 中島重 - 関西学院法文学部教授、帝大法科卒、美濃部門下
- 田畑忍 - 同志社大学法学部教授、中島重門下、のち佐々木門下

## 歴史

### 天皇機関説の発展
大日本帝国憲法の解釈は、当初、東京帝国大学教授・穂積八束らによる天皇主権説が支配的で、藩閥政治家による専制的な支配構造（いわゆる超然内閣）を理論の面から支えた（天皇主権説とは統治権の意味での主権を天皇が有すると説く学説である）。また、この天皇主権は究極のところ天皇の祖先である「皇祖皇宗」に主権があることを意味する「神勅主権」説とも捉えられた。
これに対し、東京帝大教授の一木喜徳郎は、統治権は法人たる国家に帰属するとした国家法人説に基づき、天皇は国家の諸機関のうち最高の地位を占めるものと規定する天皇機関説を唱え、天皇の神格的超越性を否定した。もっとも、国家の最高機関である天皇の権限を尊重するものであり、日清戦争後、政党勢力との妥協を図りつつあった官僚勢力から重用された。

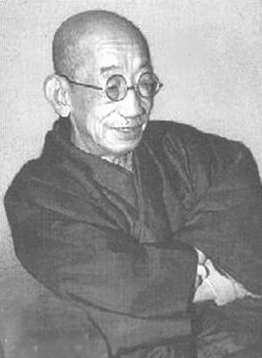
美濃部達吉

日露戦争後、天皇機関説は一木の弟子である東京帝大教授の美濃部達吉によって、議会の役割を高める方向で発展された。すなわち、ビスマルク時代以後のドイツ君権強化に対する抵抗の理論として国家法人説を再生させたイェリネックの学説を導入し、国民の代表機関である議会は、内閣を通して天皇の意思を拘束しうると唱えた。美濃部の説は政党政治に理論的基礎を与えた。
美濃部の天皇機関説はおおよそ次のような理論構成をとる。
1. 国家は、一つの団体で法律上の人格を持つ。
2. 統治権は、法人たる国家に属する権利である。
3. 国家は機関によって行動し、日本の場合、その最高機関は天皇である。
4. 統治権を行う最高決定権たる主権は、天皇に属する。
5. 最高機関の組織の異同によって政体の区別が生れる。

辛亥革命直後には、穂積の弟子である東京帝大の上杉慎吉と美濃部との間で論争が起こる。共に天皇の王道的統治を説くものの、上杉は天皇と国家を同一視し、「天皇は、天皇自身のために統治する」「国務大臣の輔弼なしで、統治権を勝手に行使できる」とし、美濃部は「天皇は国家人民のために統治するのであって、天皇自身のためするのではない」と説いた。
この論争の後、京都帝国大学教授の佐々木惣一もほぼ同様の説を唱え、美濃部の天皇機関説は学界の通説となった。民本主義と共に、議院内閣制の慣行・政党政治と大正デモクラシーを支え、また、美濃部の著書が高等文官試験受験者の必読書ともなり、1920年代から1930年代前半にかけては、天皇機関説が国家公認の憲法学説となった。この時期に摂政であり天皇であった昭和天皇は、天皇機関説を当然のものとして受け入れていた。

### 天皇機関説事件

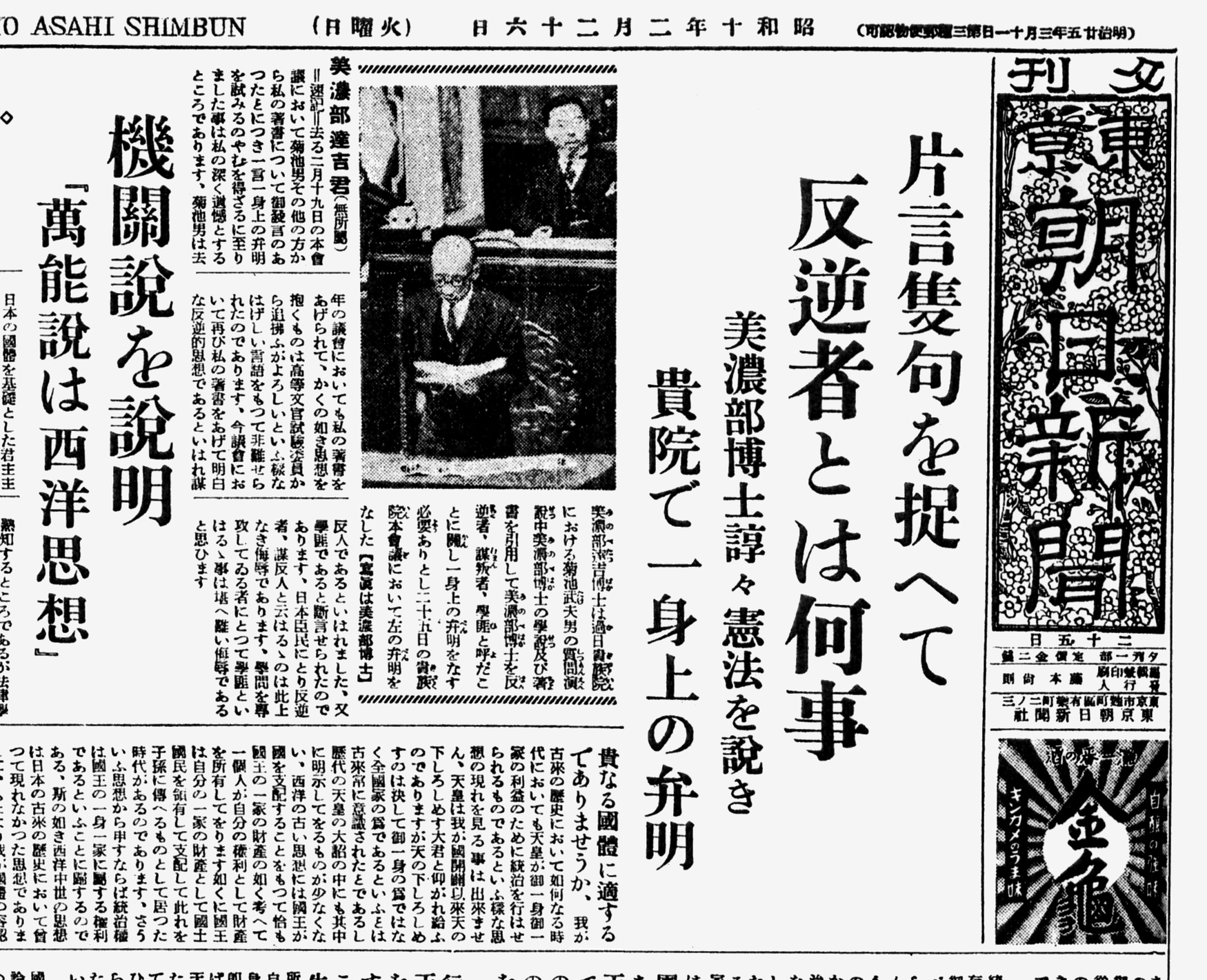
一身上の弁明を行う美濃部達吉（『東京朝日新聞』 1935年2月26日付夕刊1面）

憲法学の通説となった天皇機関説は、議会の役割を重視し、政党政治と憲政の常道を支えた。しかし、政党政治の不全が顕著になり、議会の統制を受けない軍部 が台頭すると、軍国主義が主張され、天皇を絶対視する思想が広まった。1932年（昭和7年）に起きた五・一五事件で犬養毅首相が暗殺され、憲政の常道が崩壊すると、この傾向も強まっていった。また、同時期のドイツでナチスが政権を掌握すると、1933年には、ドイツでユダヤ人の著作などに対する焚書（ナチス・ドイツの焚書）が行われた。この焚書において、天皇機関説に影響を与えたイェリネックの著作も、イェリネックがユダヤ人であることを理由に焼かれた。昭和戦前の日本における、ナチス・ドイツやナチズムへの関心や親近感の高まりも、天皇機関説への敵視に影響を与えた。
1935年（昭和10年）には、政党間の政争を絡めて、貴族院において貴族院議員菊池武夫が「国体に対する緩慢なる謀叛」であると天皇機関説が公然と排撃され、主唱者であり貴族院の勅選議員となっていた美濃部が弁明に立った。結局、美濃部は不敬罪の疑いにより取り調べを受け（起訴猶予）、貴族院議員を辞職した。美濃部の著書である『憲法撮要』『逐条憲法精義』『日本国憲法ノ基本主義』の3冊は、出版法違反として発禁処分となった。当時の岡田内閣は、同年8月3日には「統治権が天皇に存せずして天皇は之を行使する為の機関なりと為すがごときは、これ全く万邦無比なる我が国体の本義を愆るものなり」（天皇が統治権執行機関だという思想は、国体の間違った捉え方だ）とし、同年10月15日にはより進めて「所謂天皇機関説は、神聖なる我が国体に悖り、その本義を愆るの甚しきものにして厳に之を芟除（さんじょ）せざるべからず。」とする国体明徴声明を発表して、天皇機関説を公式に排除、その教授も禁じられた。

### 天皇・皇室の見解
昭和天皇自身は機関説には賛成で、美濃部の排撃で学問の自由が侵害されることを憂いていた。昭和天皇は「国家を人体に例え、天皇は脳髄であり、機関という代わりに器官という文字を用いれば少しも差し支えないではないか」と本庄繁武官長に話し、真崎甚三郎教育総監にもその旨を伝えている。国体明徴声明に対しては軍部に不信感を持ち「安心が出來ぬと云ふ事になる」と言っていた（『本庄繁日記』）。また鈴木貫太郎侍従長には次のように話している。
また、昭和62年（1987年）に皇太子明仁親王が記者の質問に答える形で機関説事件前後の天皇ありかたについて言及しており、機関説事件に否定的なニュアンスのコメントをしている。

### 戦後の天皇機関説
第二次世界大戦後、憲法改正の機運が高まる中、美濃部は改正に消極的であった。美濃部は、国家法人説に立ち戻れば帝国憲法においても民主化は十分可能であると考えていた。美濃部はポツダム宣言受諾により帝国憲法第73条は失効したことから、政府のとる改正手続きは不当であるとして憲法改正それ自体に反対した。しかし、日本国憲法の公布・施行後は、宮澤俊義同様、八月革命説に基づき日本国憲法を正当化した。
国民主権原理に基づく日本国憲法の成立により、天皇は最高機関の地位を失い、天皇機関説も存立の基礎を失った。